# Scorpaena albifimbria
Scorpaena albifimbria behoort tot het geslacht Scorpaena van de familie van schorpioenvissen. Deze soort komt voor in het westen van de Atlantische Oceaan van Florida en de Bahama's en Curaçao tot het noorden van Zuid-Amerika op diepten van 1 tot 36 meter meter. Zijn lengte bedraagt zo'n 9 cm.